# Glinze
Die Glinze ist ein rechter Zufluss der Dosse in der brandenburgischen Landschaft Ostprignitz. Die Länge des naturnahen Baches liegt bei rund 15,3 Kilometern, das Einzugsgebiet beträgt gut 75 km².

## Name
Der Name leitet sich vom altpolabischen Wort *glina für 'Lehm' ab. Die Glinze wurde entsprechend nach dem lehmigen Boden benannt.

## Verlauf
Die Glinze entspringt nordöstlich von Blesendorf, einem Ortsteil der Gemeinde Heiligengrabe im Landkreis Ostprignitz-Ruppin. Im gleichen Gebiet liegt die Quelle der Dömnitz, die sich nach Südwesten wendet und der Stepenitz zufließt.
Die Glinze verläuft in die entgegengesetzte Richtung nach Südosten, erreicht das Dorf Zaatzke und lässt anschließend die Orte Glienicke und Jabel südlich liegen. Auch diese drei Dörfer gehören heute als Ortsteile zu Heiligengrabe. Nach der Unterquerung der Bundesautobahn 19 erreicht die Glinze die Stadt Wittstock/Dosse und mündet südlich der Altstadt Wittstocks in der Nähe der Alten Bischofsburg und des Schwedensteins in die Dosse.

## Glinzmauer in Wittstock
Das letzte Stück führt die Glinze durch den denkmalgeschützten Friedrich-Ebert-Park, dessen Wegenetz um den Bach herum angelegt ist. Die Wege und ein großer Teil des Baumbestandes stammen aus der Zeit um 1925. Dabei fließt die Glinze parallel zum südöstlichen Teil der erhaltenen und restaurierten Stadtmauer, die zum Teil auf das 14. Jahrhundert zurückgeht und den Stadtkern auf einer Länge von 2,5 Kilometern umschließt. Im südöstlichen Teil trägt der Befestigungsring beziehungsweise die innenliegende Gasse nach dem Namen des Baches die Bezeichnung Glinzmauer.